# اوگورسا پیتیا
اوگورسا پیتیا (به لاتین: Uguresapitiya) یک منطقهٔ مسکونی در سری‌لانکا است که در استان مرکزی (سری‌لانکا) واقع شده‌است.